# Waterbury (Vermont)
Waterbury è un comune degli Stati Uniti d'America, situato nello Stato del Vermont e in particolare nella contea di Washington.